# آه ای درخت کریسمس

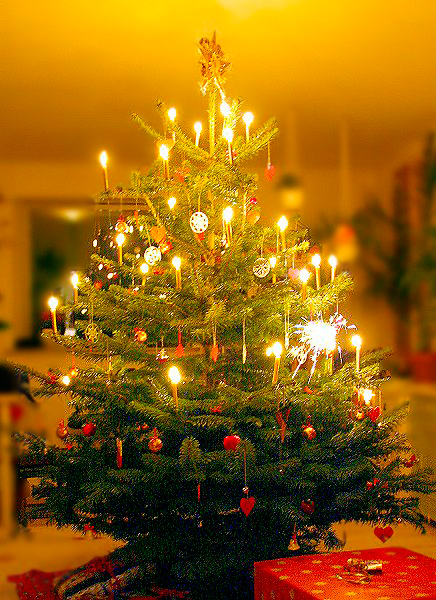
آه ای پادشاه درختان سبز به ما دلگرمی بده

"O Tannenbaum" (آلمانی) یا O Christmas Tree (انگلیسی) سرودی اصالتاً آلمانی برای روز کریسمس است. تننباوم یک شاه درخت (درخت مخروطی) (die Tanne آلمانی) است که برای درخت کریسمس (der Weihnachtsbaum آلمانی) به کار می رود. وضعیت همیشه سبز این درخت باعث شده که این درخت همیشه الهام بخش آهنگسازان آلمانی باشد.
یکی از بهترین نسخه‌های که برای تننباوم نوشته شده مربوط می‌شود به نغمه ای که ارگ نواز لیپزیگی ارنست انشوتس در سال ۱۸۲۴ نوشت.
| Sheet music for "O Tannenbaum" | O Christmas Tree Piano solo in 2 parts; midrange and higher آیا در اجرای این پرونده مشکلی دارید؟ راهنمای رسانه را ببینید. |

| O Tannenbaum, o Tannenbaum, Wie treu sind deine Blätter! Du grünst nicht nur zur Sommerzeit, Nein, auch im Winter, wenn es schneit. O Tannenbaum, o Tannenbaum, Wie treu sind deine Blätter! O Tannenbaum, o Tannenbaum, Du kannst mir sehr gefallen! Wie oft hat schon zur Winterzeit Ein Baum von dir mich hoch erfreut! O Tannenbaum, o Tannenbaum, Du kannst mir sehr gefallen! O Tannenbaum, o Tannenbaum, Dein Kleid will mich was lehren: Die Hoffnung und Beständigkeit Gibt Mut und Kraft zu jeder Zeit! O Tannenbaum, o Tannenbaum, Dein Kleid will mich was lehren! | آه ای درخت کریسمس، آه ای درخت کریسمس، شاخه‌های شوق سبزت با ما. آنگاه که روزهای تابستان، فروزان اند شاخه هایت سبزند. آنگاه که برف‌های زمستان سفید اند شاخه هایت سبزند. آه ای درخت کریسمس، آه ای درخت کریسمس شاخه‌های شوق سبزت با ما. آه ای درخت کریسمس، آه ای درخت کریسمس تو ما را سرشار از احساس لذت بخش ات می کنی چگونه در چرخ روزگار کریسمس جلو می نماید آه ای پادشاه درختان سبز به ما دلگرمی بده آه ای درخت کریسمس، آه ای درخت کریسمس تو ما را سرشار از احساس لذت بخش ات می کنی آه ای درخت کریسمس، آه ای درخت کریسمس رنگ واقعی ات برای همیشه ماندگار است شاخه هایت هنوز هم در تابستان سبزند قامت دلیرانه‌ات در زمستان آه ای درخت کریسمس، آه ای درخت کریسمس رنگ واقعی ات برای همیشه ماندگار است آه ای درخت کریسمس، آه ای درخت کریسمس تو قلب مرا با خنیا احساس می کنی مرا در روز کریسمس به یاد بسپار در اندیشیدن به تو، همجنس می شویم آه ای درخت کریسمس، آه ای درخت کریسمس تو قلب مرا با خنیا احساس می کنی | آه ای درخت کریسمس، آه ای درخت کریسمس! شگفتا از برگ هایت که پوشیده از طراوت و سبزیست! نه تنها در روزهای تابستان حتی در زمستان هم شاخه هایت به نوبهار می ماند آه ای درخت کریسمس، آه ای درخت کریسمس شگفتا از برگ هایت که پوشیده از طراوت و سبزیست! آه ای درخت کریسمس، آه ای درخت کریسمس مرا در عشق به خود غوطه ور کن! ای درخت کریسمس هر سال به ما سرور و نشاط عطا کن آه ای درخت کریسمس، آه ای درخت کریسمس مرا در عشق به خود غوطه ور کن! آه ای درخت کریسمس، آه ای درخت کریسمس شمع روشنت به روشنایی به بیرون می درخشد هر شاخهٔ دوستی ات محصور نور کوچک خود است چیزی که عروسک‌ها را به تلائلو نور وا می دارد آه ای درخت کریسمس، آه ای درخت کریسمس شمع روشنت به روشنایی به بیرون می درخشد |